# Skin Deep
Skin Deep je čtrnácté studiové album amerického bluesového zpěváka a kytaristy Buddyho Guye. Vydáno bylo 22. července 2008 společnostmi Silvertone Records a Jive Records a jeho producentem byl Tom Hambridge, který s Guyem spolupracoval i v pozdějších letech. Na albu se podílelo několik hostů, včetně Erica Claptona, Dereka Truckse a Susan Tedeschi. V hitparádě Billboard 200 se album umístilo na 68. příčce.

## Seznam skladeb
1. Best Damn Fool – 4:57
2. Too Many Tears – 4:25
3. Lyin' Like a Dog – 7:27
4. Show Me the Money – 3:09
5. Every Time I Sing the Blues – 7:37
6. Out in the Woods – 5:43
7. Hammer and a Nail – 2:57
8. That's My Home – 2:52
9. Skin Deep – 4:29
10. Who's Gonna Fill Those Shoes – 4:08
11. Smell the Funk – 4:46
12. I Found Happiness – 5:39

## Obsazení
- Buddy Guy – zpěv, kytara, sitár
- Marc Franklin – trubka
- David Grissom – kytara
- Tom Hambridge – bicí, tleskání, tamburína, perkuse, zpěv, doprovodné vokály
- Richie Hayward – bicí
- Rob McNelly – kytara
- Quinn Sullivan – kytara
- Willie Weeks – basa
- Nathan Williams – akordeon
- Reese Wynans – klávesy
- Lannie McMillan – tenorsaxofon
- Kirk Smothers – tenorsaxofon
- Bekka Bramlett – doprovodné vokály
- Bonnie Bramlett – doprovodné vokály
- Wendy Moten – doprovodné vokály
- Eric Clapton – kytara, zpěv
- Robert Randolph – kytara
- Susan Tedeschi – zpěv
- Derek Trucks – kytara